# Mangifera casturi
Il mango Kalimantan o kasturi (Mangifera casturi Kosterm.) è una pianta tropicale appartenente alla famiglia delle Anacardiacee.

## Distribuzione e habitat
La specie era un endemismo della regione di Banjarmasin, nel sud del Borneo.
Il suo habitat naturale è stato distrutto dal disboscamento.

## Conservazione
La Lista rossa IUCN classifica Mangifera casturi come specie estinta in natura (Extinct in the Wild). Attualmente sopravvive solo come specie coltivata.